# M’Kean Point
Der M’Kean Point ist eine Landspitze an der Südostküste der Livingston-Insel im Archipel der Südlichen Shetlandinseln. Sie liegt 5,5 km östlich der Brunow Bay zwischen den Mündungen des Srebarna- und des Magura-Gletschers in die Bransfieldstraße.
Das UK Antarctic Place-Names Committee benannte sie 1961 nach Kapitän John M’Kean (1781–1851), Schiffsführer des britischen Robbenfängers Princess Charlotte aus Kalkutta, der im Zuge seines Besuchs der Südlichen Shetlandinseln zwischen 1821 und 1822 im benachbarten Johnsons Dock havarierte.